# Thomas Tellefsen
Thomas Dyke Acland Tellefsen ou Thomas Tellefsen, né à Trondheim (Norvège) le 26 novembre 1823, et mort à Paris le 7 octobre 1874, est un compositeur et pianiste norvégien.

## Biographie
Tellefsen a grandi à Trondheim où il a appris la musique de son père Johan Christian Tellefsen, organiste de la cathédrale de Nidaros, et de sa mère Anne Cathrine Stibolt, professeur de piano. Arrivé à Paris en 1842, il devient élève de sa compatriote Charlotte Thygeson, puis de Friedrich Kalkbrenner. Il rencontre ensuite Frédéric Chopin, qui sera son enseignant de décembre 1844 à mai 1847 et pour lequel il se liera d'amitié forte. Il était reconnu de son temps par son jeu et ses interprétations des œuvres de Chopin. Ce dernier fut une influence majeure des compositions de Tellefsen.
Il meurt âgé de 50 ans à Paris et est enterré au cimetière d'Auteuil.

## Œuvres
concerto pour piano n1 G min  op8 et n2 fa min op15
- 4 nocturnes F maj op2
- 4 mazurka op3
- valse D maj op27
- la petite mandiante op23
- impromptu G maj op38
- ballade en C min op28
- grande etude op25
- Elegie op7
- sonate op19
- grande polonaise op18
- suite en G min